# Universidade Católica do Salvador
A Universidade Católica do Salvador (UCSAL), sediada em Salvador, Bahia é uma instituição de ensino superior brasileira, reconhecida pelo Decreto de nº 58 de 18 de Outubro de 1961. Apesar de sua importância histórica, ela ainda não recebeu o selo pontifício de Roma, por isso ela é uma das poucas universidades do gênero que não é Pontifícia. Seu chanceler é o Cardeal Arcebispo Primaz do Brasil Dom Sérgio da Rocha, arcebispo de Salvador.

## Histórico
A ideia de criação de uma instituição de ensino superior católica no estado da Bahia surge nos anos 1950, por iniciativa do cardeal Dom Augusto Álvaro da Silva que instituiu uma comissão formada por intelectuais como Henriqueta Martins Catharino, Thales de Azevedo, Rômulo Augusto Travassos Serrano, José Maria da Costa Vargens, entre outros.
Com esse propósito, em 1952, foi criada a Sociedade Bahiana de Cultura (futura Associação Universitária e Cultural da Bahia), associação civil sem fins lucrativos constituída com sede na cidade de Salvador que se tornaria a futura mantenedora da UCSAL. Tendo como núcleo inicial o campus da Palma, ela prossegue com as suas instalações no antigo Convento da Lapa, palco de dramas da história da Bahia (como o martírio da abadessa Joana Angélica), formando o campus da Lapa, no qual seria implantada a Faculdade Católica de Filosofia de Salvador, a Escola de Serviço Social de Salvador, bem como a Faculdade Católica de Direito da Bahia — núcleos da futura Universidade.
De acordo com o professor universitário, economista e ex-reitor José Carlos Almeida da Silva:

A 18 de outubro de 1961 a UCSal foi reconhecida pelo Decreto de nº 58 que lhe concede regalias de universidade livre equipada, pleiteada pela Sociedade Baiana de Cultura, assinado pelo 1º ministro Tancredo Neves e pelo Ministro da Educação Antônio de Oliveira Britto. Neste dia também é publicado o primeiro estatuto da Universidade, com 48 artigos, cuja aprovação havia ocorrido em 13 de outubro do mesmo ano. Criada e constituídas as condições necessárias para seu funcionamento, a instalação ocorreu a 10 de março de 1962 no Fórum Ruy Barbosa, precedida de missa celebrada pelo Grão-Chanceler Dom Augusto Cardeal e posse dos primeiros Reitor e Vice-reitor Monsenhor Eugenio Veiga e Prof. Jorge Valente.

## Estrutura
A UCSAL conta com 980 professores e 770 funcionários, com unidades de ensino nos campi de Pituaçu e da Federação, atendendo em 2006, 17.000 alunos em 26 cursos de graduação — nas áreas de Ciências Humanas, Naturais e da Saúde, Ciências Exatas, Tecnologia e Artes.

## Ensino
A UCSAL oferecia em 2016, 41 cursos de graduação entre bacharelato e licenciatura, nos modelos presencial e de ensino à distância, 47 cursos de especialização (pós-graduação lato sensu), e 4 programas de pós-graduação stricto sensu que oferecem cursos de mestrado e doutorado:
- Família na Sociedade Contemporânea (mestrado e doutorado);
- Políticas Sociais e Cidadania (mestrado e doutorado);
- Direito (mestrado);
- Território, Ambiente e Sociedade (mestrado e doutorado).

## Pesquisa
A UCSAL possui diversos grupos de pesquisas vinculados aos seus 4 programas de pós-graduação stricto sensu, além de patrocinar a publicação de diversos periódicos científicos, dentre os quais, destacam-se:
- Cadernos do CEAS: Revista Crítica de Humanidades (lançado em 1969, este periódico é vinculado ao Programa de Pós-Graduação em Políticas Sociais e Cidadania da UCSAL);[8][9]
- Revista Direitos Fundamentais e Alteridade (lançado em 2017, este periódico é vinculado ao Programa de Pós-Graduação em Direito da UCSAL);[10][11]
- Revista Latino-Americana de Direitos da Natureza e dos Animais (lançado em 2018, este periódico é vinculado ao Programa de Pós-Graduação em Direito da UCSAL);[12][13]
- Revista Territorialidades (lançado em 2020, este periódico é vinculado ao Programa de Pós-Graduação em Território, Ambiente e Sociedade da UCSAL e ao Programa de Pós-Graduação em Ciências Sociais da UFBA).[14]

### UCSAL Press
A UCSAL possui uma editora universitária própria: a Editora UCSal Press ou, simplesmente, UCSAL Press. Criada em 04 de outubro de 2017, em reunião conjunta do Conselho Universitário (CONSUN) da UCSAL com o Conselho de Ensino e Pesquisa (CONSEP), também da Universidade, tendo o seu conselho editorial implantado em 2018, essa editora pretende promover a publicação de livros e periódicos que representem a produção acadêmica e científica da instituição.
A Editora UCSal Press se destina à publicação de obras de professores, alunos matriculados ou egressos da UCSAL, notadamente aqueles pertencentes aos Mestrados e Doutorados, professores, pesquisadores e alunos matriculados ou egressos da Graduação envolvidos em grupos e programas de pesquisa e extensão desenvolvidos pela Universidade, além de pesquisadores, autoridades e escritores parceiros ou vinculados institucionalmente com a UCSAL.

### Cooperação acadêmica
Os programas de pós-graduação stricto sensu da UCSAL fazem parte de diversas redes de cooperação acadêmica, com destaque para a Rede Norte Nordeste de Pesquisa em Direito.

## Extensão
A UCSAL desenvolve diversos projetos de extensão universitária, destacando-se:
- Laboratório de Conservação, Restauração e Tratamento Arquivístico Reitor Eugênio de Andrade da Veiga (LEV);[21]
- Incubadora Tecnológica de Cooperativas Populares;[22]
- UCSal em Movimento.[23]

### SEMOC
Anualmente, a UCSAL também organiza um evento extensionista de divulgação de suas pesquisas e de universidades parceiras: a Semana de Mobilização Científica (SEMOC).